# Memoriał Braci Znamieńskich
Memoriał Braci Znamieńskich – międzynarodowy mityng lekkoatletyczny organizowany od 1958 na terytorium ZSRR (m.in. w Moskwie oraz Kijowie). Obecnie impreza odbywa się w Rosji. Zawody są hołdem dla braci Gieorgija i Sierafima Znamienskich – wybitnych biegaczy z lat 30. XX wieku.